# Municipio de Indian Bayou
El municipio de Indian Bayou (en inglés: Indian Bayou Township) es un municipio ubicado en el condado de Lonoke en el estado estadounidense de Arkansas. En el año 2010 tenía una población de 304 habitantes y una densidad poblacional de 3,14 personas por km².

## Geografía
El municipio de Indian Bayou se encuentra ubicado en las coordenadas 34°31′41″N 91°51′39″O / 34.52806, -91.86083. Según la Oficina del Censo de los Estados Unidos, el municipio tiene una superficie total de 96.79 km², de la cual 96,67 km² corresponden a tierra firme y (0,13 %) 0,12 km² es agua.

## Demografía
Según el censo de 2010, había 304 personas residiendo en el municipio de Indian Bayou. La densidad de población era de 3,14 hab./km². De los 304 habitantes, el municipio de Indian Bayou estaba compuesto por el 85,2 % blancos, el 10,2 % eran afroamericanos, el 0,33 % eran amerindios, el 2,96 % eran de otras razas y el 1,32 % eran de una mezcla de razas. Del total de la población el 8,22 % eran hispanos o latinos de cualquier raza.